# Sunday's Worst Enemy
Sunday's Worst Enemy är det svenska indierockbandet Starmarkets andra studioalbum, utgivet 1997 på Dolores Recordings.

## Låtlista
Alla låtar är skrivna av Starmarket.
1. "Repetition" - 4:04
2. "Carry On" - 2:16
3. "Ten Seconds" - 2:21
4. "You Can't Come" - 3:04
5. "Unsaid" - 1:54
6. "Too Much Gone Wrong" - 2:55
7. "Fool" - 1:35
8. "Safe Bayou" - 4:29
9. "So Sad" - 2:36
10. "Worn-Out" - 2:46
11. "Teenicider" - 2:47
12. "Released (from You)" - 2:45

## Personal
- Patrik Bergman - bas
- Fredrik Brändström - gitarr, sång
- Jens Fänge - omslag
- Pelle Henricsson - mastering, mixning, inspelning, producent
- Eskil Lövström - mastering, mixning, inspelning, producent
- Ulf Nyberg - foto
- Johan Sellman - gitarr
- Magnus Öberg-Egerbladh - trummor

### Fotnoter
1. 1 2  ”Sunday's Worst Enemy”. Discogs.com. http://www.discogs.com/Starmarket-Sundays-Worst-Enemy/release/605438. Läst 1 april 2012.